# Дикасон, Гарри
Гарольд «Гарри» Дикасон (англ. Harold "Harry" Dickason; 16 апреля 1890, Харрогит, Норт-Йоркшир — 21 января 1962, Бирмингем, Уорикшир) — британский гимнаст, бронзовый призёр летних Олимпийских игр 1912 года в командном первенстве.